# Журавлиха (Івантієвський район)
Журавлиха (рос. Журавлиха) — село у Івантієвському районі Саратовської області Російської Федерації.
Населення становить 5 осіб. Орган місцевого самоврядування — Івановське муніципальне утворення.

## Історія
Населений пункт розташований у межах українського історичного та культурного регіону Жовтий Клин.
Від 23 липня 1928 року в складі Пугачовського округу Нижньо-Волзького краю. Орган місцевого самоврядування від 2005 року — Івановське муніципальне утворення.

## Населення
| 2010 |
| ---- |
| 5    |